# Iasne, Holovanivsk
Iasne (în ucraineană Ясне) este un sat în comuna Hruzke din raionul Holovanivsk, regiunea Kirovohrad, Ucraina.

## Demografie
Componența lingvistică a localității Iasne
     Ucraineană (100%)
Conform recensământului din 2001, toată populația localității Iasne era vorbitoare de ucraineană (100%).